# Руш-арт
«Руш-арт» – напрямок декоративного мистецтва, котрий полягає у використанні збережених фрагментів старовинних автентичних рушників для створення сучасних художніх композицій (декоративних картин). 

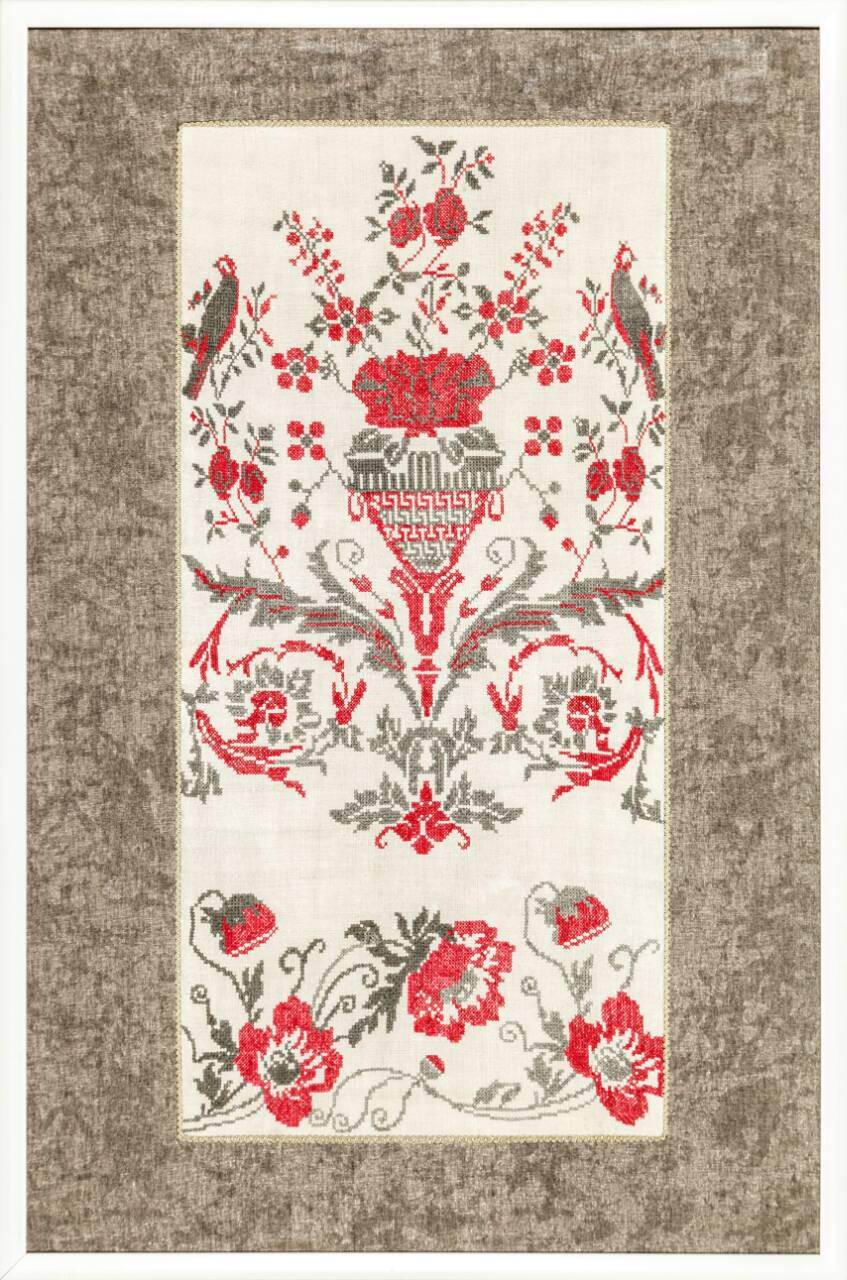
"Руш-арт" - художня композиція, елементом якої є відреставрований фрагмент українського рушника зі збереженим орнаментом

## Походження назви
Слово "Руш-арт" – комбінація першого складу слова «рушник» і англійського «арт» (art), тобто «мистецтво».
Водночас воно означає також сам твір декоративного мистецтва, створений за відповідною технологією. 
Цю ж назву носить художня майстерня, яка займається створенням цих декоративних композицій.   

## Виникнення
Ідея створення «руш-артів» належить засновниці історико-культурного комплексу "Замок-музей «Радомисль", доктору медицини Ользі Богомолець. За її власними словами, деякі рушники, фрагменти яких використовувані нині для «руш-артів», були частиною фондової колекції Замку, однак через погану збереженість не могли бути використані в експозиціях музею. Відтак було вирішено зберегти бодай унікальні орнаменти на них, зробивши їх частиною сучасних художніх композицій. 

## Створення «руш-артів»
«Руш-арти» створюються зі збережених фрагментів старовинних рушників кінця ХІХ – середини ХХ ст., які з різних причин втратили цілісність (були зіпсовані, пошкоджені тощо). До кожного з таких фрагментів підбирається сучасне індивідуальне оформлення у вигляді паспарту і рамки. Завдяки цьому вишиті символи стають більш виразними та насиченими.
Створенню композицій передує робота реставраторів, які очищують полотно, закріплюють нитки, фіксують тканину на дерево, щоб вона отримала тверду основу, яка дозволить краще зберегти вишивку.
Для кожного фрагменту індивідуально підбираються декоративні тканини, що мають служити фоном для збереженого полотна з вишивкою. 
До кожної декоративної композиції підбирається авторська назва. Вона повинна виокремлювати таку деталь на полотні, що не одразу впадає в око, але є надзвичайно важливим елементом. 
Поодинокі «руш-арти» об’єднуються для експозицій і виставок у тематичні колекції . 

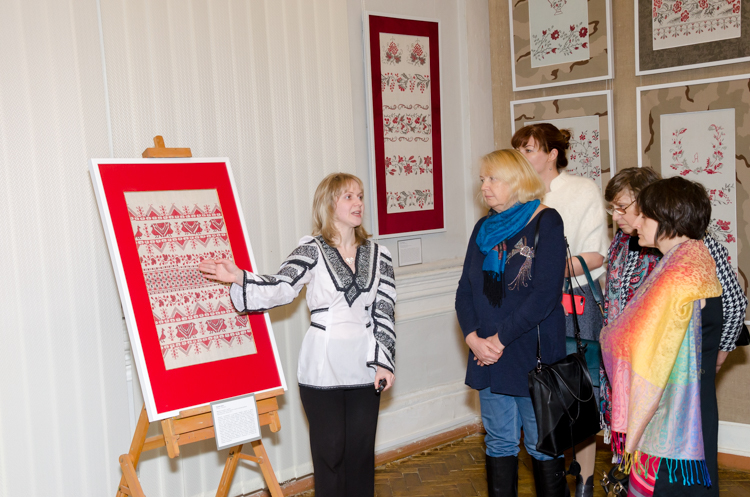
Дівчина-гід розповідає відвідувачам виставки "руш-артів" про історію їх створення

## Виставки
У 2017 році майстерня «РушАрт» провела низку виставок своїх робіт під назвою «Рушник: РеінкарНація» – в Національному музеї українського народного декоративного мистецтва, в кулуарах 2-го поверху Верховної Ради України, в Замку-музеї «Радомисль».   
Презентація цього напрямку декоративного мистецтва була також презентована під час 50-го засідання Парламентської Асамблеї Чорноморського економічного співробітництва 
Окремі роботи майстерні знаходяться в колекції подарунків від перших осіб держав в музеї Палацу миру Чон Джон Гун (Сеул, Південна Корея), у приватних колекціях Патріарха Київського і всієї Руси-України Філарета, української поетеси Ліни Костенко, поета та видавця Івана Малковича та ін. 
«Руш-арт» був представлений на мистецькому аукціоні 10-го благодійного вечора Українського католицького університету в Києві.